# Lee Si-young (actriz)
Lee Si-young (de nacimiento Lee Eun-rae; (en hangul, 이시영) es una actriz surcoreana y boxeadora aficionada. Su familia se mudó a Seúl cuando tenía 9 años de edad. Se especializó en Diseño de Moda en la Universidad para mujeres Dongduk, y posteriormente cambió su nombre por el de Lee Si-young.

## Carrera

### Actuación
Debutó como actriz en 2008 en la tercera temporada de Urban Legends Deja Vu, seguido por el drama histórico The Kingdom of The Winds.
Pero fue durante el año 2009 cuando comenzó a ganar la atención del público gracias a su interpretación de varios personajes de reparto con alto perfil. En la popular serie Los chicos son mejores que las flores, personifico a Sakurako Sanjo, del manga Hana Yori Dango, como una muchacha joven quien era objeto de burlas sin piedad y que luego se somete a una extensa cirugía plástica para ganar el corazón de su verdugo. Posteriormente interpretó a la amante de un hombre casado en el melodrama Te amaré por siempre.
Five Senses of Eros, película con cinco directores diferentes, y en la cual participó en el segmento "Believe in the Moment" donde tres  parejas de adolescentes deciden intercambiar pareja durante 24 horas, interpretado por los actores Kim Dong-wook, Song Joong-ki, Shin Se kyung, Jung Eui-chul y Lee Sung-min junto a Lee. En la comedia Descendants of Hong Gil-dong ( también conocida como The Righteous Thief), personifico al  interés amoroso de Lee Beom-soo, cuyo personaje es el de 18.vo descendiente de Hong Gil-dong, el Robin Hood de la época Joseond, cuya familia ha mantenido durante generaciones la tradición de robar a los ricos y darlo a los pobres, manteniéndolo en secreto.
Pero alcanzó mayor popularidad cuando se integró al elenco de  We Got Married, reality show acerca de falsos esposos, siendo emparejada con Jun Jin de Shinhwa. Conocidos como la pareja "Gundam" por los fanáticos por su mutuo amor por el anime, Lee y Jun Jin comenzaron a salir fuera de la pantalla, convirtiéndose en la primera pareja oficialmente en tener una verdadera relación fuera de programa. Sin embargo, después de salir durante 6 meses, la pareja rompió en septiembre de 2009.
En 2012 se cortó su cabello para Wild Romance, dando vida a una traviesa guardaespaldas que protege a un arrogante jugador de béisbol después de que él recibe amenazas de muerte (interpretado por Lee Dong-wook). Lee dijo: "No veo muchas actrices que sean buenas actuando en roles duros. Espero poder llenar ese vacío." La serie recibió bajas calificaciones, pero hubo un culto de seguidores.
En 2014 se unió al elenco de la serie Golden Cross como la principal fiscal en el drama. También participó en la película The Divine Move, acerca de un jugador de baduk en busca de venganza. Seguido más tarde por Valid Love del canal de cable tvN, en la que su personaje tiene una relación extramarital.
Interpretó a una detective en My Beautiful Bride (2015) serie de suspenso del canal de cable OCN, acerca de un hombre en busca de su prometida, la cual desaparece misteriosamente.
En abril de 2016 participó en una nueva película llamada " Oh new wol ", película similar a "Ah jeo si". Mientras que en marzo de 2017 confirmó que protagonizaría el  thriller de acción Lookout de la MBC junto a Kim Young-kwang.
El 4 de septiembre de 2020 se unió al elenco principal de la serie antológica SF8: Blink donde dio vida a Kim Ji-woo.
El 18 de diciembre del mismo año se unió al elenco de la serie de Netflix: Sweet Home donde interpretó a Seo Yi-kyung.

### Música
Aunque nunca ha debutado formalmente como cantante, ella ha hecho contribuciones a varias bandas sonoras de sus películas. También colaboró en una canción del EP Fascinación de su entonces novio Jun Jin en 2009. Y después interpretó dos canciones para el quinto álbum de Honey Family Resurrection en 2010, después de que el miembro de la banda Park Myung-ho elogió a Lee por su talento vocal.
En 2012 ella y Jay Park participaron en Music and Lyrics, un reality show  de la MBC Music en el que una actriz y un cantante son emparejados como letrista y compositor, respectivamente, para crear una canción, mostrando sus reuniones y el proceso de composición. La canción que compusieron, Polaris, fue grabada por el grupo de chicas Tiny-G.

### Boxeo
Aparte de su carrera en la industria del entretenimiento, Lee también es una boxeadora aficionada. A pesar de que inició en el deporte casi al final de sus veinte años y haber luchado con oponentes mucho más experimentadas y más jóvenes, en solo tres años, se ha establecido en el deporte por ganar un buen número de títulos aficionados en los 48 kg.
Se inició en el boxeo a comienzos del 2010 como preparación para su papel de una boxeadora en un drama de la MBC, ella realizó su entrenamiento con Hong Soo-hwan, un ex campeón peso gallo y peso súper gallo de la de la AMB. El drama finalmente no llegó a ser producido, pero ella rápidamente se enamoró de este deporte. Lee dijo: "me quedó como un hobby y me dijeron que tenía potencial, por lo que he entrenado muy duro. El boxeo cambió lo que soy. Soy más honesta y extrovertida, con más confianza en mí." Ella continuó su entrenamiento, logrando reducir su grasa corporal de 9.9 kg a 4,7 kg, y comenzó a boxear competitivamente.
Su pasión por el deporte ha causado la ansiedad de su agencia. Existe la preocupación de que ella puede lastimarse, especialmente si ella recibe lesiones en su rostro. Un miembro del personal, dijo, "Pero no importa lo duro que intente disuadirla, ella no quiere dejarlo."
El 24 de abril de 2013 ganó el título femenino de 48 kg en el 24ª Campeonato Nacional de Boxeo Aficionado con una polémica decisión 22-20, convirtiéndola en la primera artista del país, hombre o mujer, en convertirse en atleta de un equipo nacional para cualquier deporte.

## Vida personal
En julio de 2017 anunció a través de sus redes sociales que se casaría en septiembre con Jo Seung-hyun y que tenía catorce semanas de embarazo. Dio a luz a su primer hijo, un niño, el 7 de enero de 2018.

### Controversia
El 1 de julio de 2015 ella y su entonces agencia J,Wide-Company, presentaron una demanda por cyber difamación en contra de un periodista que supuestamente difundió rumores en línea sobre Lee apareciendo en un vídeo sexual y que la agencia estaba utilizando para chantajearla, lo cual la había llevado a un intento de suicidio; tanto Lee como J,Wide-Company negaron los rumores y una orden de detención para el reportero fue posteriormente emitida por la fiscalía central de Seúl.

## Filmografía

### Series de televisión
| Año  | Título                           | Rol           | Canal        | Notas      | Ref.                 |
| ---- | -------------------------------- | ------------- | ------------ | ---------- | -------------------- |
| 2008 | Urban Legends Deja Vu - Season 3 | Sun-ah        | Super Action | Episodio 2 |                      |
| 2008 | The Kingdom of The Winds         | Yeon-hwa      | KBS2         |            |                      |
| 2009 | Boys Over Flowers                | Oh Min-ji     | KBS2         |            |                      |
| 2009 | Again, My Love                   | Son Jung-hwa  | KBS2         | Cameo      |                      |
| 2009 | Loving You a Thousand Times      | Hong Yeon-hee | SBS          |            |                      |
| 2010 | Becoming a Billionaire           | Bu Tae-hee    | KBS2         |            |                      |
| 2010 | Playful Kiss                     | Yoon Hae-ra   | MBC          |            |                      |
| 2011 | Poseidon                         | Lee Soo-yoon  | KBS2         |            |                      |
| 2012 | Wild Romance                     | Yoo Eun-jae   | KBS2         |            |                      |
| 2014 | Golden Cross                     | Seo Yi-re     | KBS2         |            |                      |
| 2014 | Valid Love                       | Kim Il-ri     | tvN          |            |                      |
| 2015 | My Beautiful Bride               | Cha Yoon-mi   | OCN          |            |                      |
| 2017 | Lookout                          | Jo Soo-ji     | MBC          |            |                      |
| 2018 | Risky Romance                    | Joo In-ah     | MBC TV       |            |                      |
| 2019 | Liver or Die                     | Lee Hwa-sang  | KBS2         |            | [ 34 ]               |
| 2020 | SF8: Blink                       | Kim Ji-woo    | MBC          |            | [ 35 ] [ 36 ]        |
| 2020 | Sweet Home                       | Seo Yi-kyung  | Netflix      |            |                      |
| 2022 | Mentalist                        | Teresa        |              | Serie web  |                      |
| 2022 | Grid                             | Fantasma      |              | Serie web  | [ 37 ]               |
| 2025 | Salon de Holmes                  | Kong Mi-ri    | ENA          |            | [ 38 ] [ 39 ] [ 40 ] |

### Películas
| Año  | Título                           | Rol           | Notas                                  |
| ---- | -------------------------------- | ------------- | -------------------------------------- |
| 2009 | Five Senses of Eros              | Jung Se-eun   | "Believe in the Moment" "The 33rd Man" |
| 2009 | The Righteous Thief              | Song Yeon-hwa |                                        |
| 2010 | Sooni, Where Are You?            | Jo-yeon       | cameo                                  |
| 2011 | Meet the In-Laws                 | Da-hong       |                                        |
| 2011 | Hoodwinked Too! Hood vs. Evil    | Red Puckett   | animación, Doblaje                     |
| 2011 | Couples                          | Na-ri         |                                        |
| 2013 | How to Use Guys with Secret Tips | Choi Bo-na    | [ 41 ]                                 |
| 2013 | Killer Toon                      | Kang Ji-yoon  |                                        |
| 2014 | The Divine Move                  | Bae-kkob      |                                        |
| 2019 | No Mercy                         | Park In-ae    |                                        |

### Espectáculos de variedades
| Año      | Título                               | Red       | Función                   | Notas            | Ref.   |
| -------- | ------------------------------------ | --------- | ------------------------- | ---------------- | ------ |
| 2009     | We Got Married - Temporada 1         | MBC       | pareja de Jun Jin         | Ep. 42, 45-55    |        |
| 2010     | Dalgona                              | SBS       | MC                        |                  |        |
| 2010-12  | Entertainment Weekly                 | KBS2      | MC                        |                  |        |
| 2012     | Music & Lyrics -Temporada 2          | MBC Music |                           | Junto a Jay Park |        |
| 2016     | Real Men                             | MBC       | Elenco, Navy NCO especial |                  |        |
| 2016- 17 | Paik Jong-won's Three Great Emperors | SBS       | MC                        | Ep. 62- 89       |        |
| 2020     | Running Man                          | SBS       | Invitada                  |                  | [ 42 ] |
| 2023-24  | Zombie Verse                         |           | Presentadora              |                  |        |

### Vídeos musicales
| Año  | Título de la canción | Artista |
| ---- | -------------------- | ------- |
| 2009 | "Hey Ya!"            | Jun Jin |
| 2009 | "Awfully"            | Beige   |
| 2010 | "Always"             | Huh Gak |

### Revistas / sesiones fotográficas
| Año  | Título        | Notas                                         |
| ---- | ------------- | --------------------------------------------- |
| 2020 | ELLE Magazine | junto a Lee Jin-wook, Song Kang y Lee Do-hyun |

## Discografía
| Año  | Título de la canción | Artista                                                             | Álbum                   |
| ---- | -------------------- | ------------------------------------------------------------------- | ----------------------- |
| 2009 | "Like a Fool"        | Jun Jin feat. PS Jun & Lee Si-young                                 | Fascination             |
| 2009 | "Awfully"            | Lee Si-young                                                        | sencillo digital        |
| 2009 | "Hero"               | Lee Si-young                                                        | The Righteous Thief OST |
| 2009 | "Just Love"          | Lee Si-young                                                        | The Righteous Thief OST |
| 2010 | "What Is Love"       | Honey Family feat. Gary, Lee Si-young                               | Resurrection            |
| 2010 | "That's My Style"    | Honey Family feat. Poppin' Hyun-joon, Lee Si-young, Q☆B             | Resurrection            |
| 2011 | "When Time Passes"   | Lee Si-young                                                        | Meet the In-Laws OST    |
| 2011 | "Our Love Shines"    | Gong Hyung-jin, Kim Joo-hyuk, Lee Si-young, Oh Jung-se, Lee Yoon-ji | Couples OST             |

## Apoyo a beneficencia
El 25 de febrero del 2019 junto a los miembros del elenco de "Liver or Die": Yoo Joon-sang, Lee Chang-yeob, Oh Ji-ho y Jeon Hye-bin visitaron el centro de bienestar para personas mayores de Seodaemun y trabajaron en la cafetería, donde saludaron a los residentes y les sirvieron comida.

## Premios y nominaciones de actuación
| Año  | Premio                        | Categoría                                          | Nominación                       | Resultado |
| ---- | ----------------------------- | -------------------------------------------------- | -------------------------------- | --------- |
| 2009 | Andre Kim Best Star Awards    | Premio estrella femenina                           | [NA]: {{{1}}}                    | Ganadora  |
| 2009 | Men's Health Cool Guy Contest | Premio mujer vital                                 | [NA]: {{{1}}}                    | Ganadora  |
| 2010 | 7th Max Movie Awards          | Premio mejor actriz nueva                          | The Righteous Thief              | Ganadora  |
| 2010 | KBS Entertainment Awards      | mejor debutante femenina en programa de variedades | Entertainment Weekly             | Ganadora  |
| 2010 | KBS Drama Awards              | mejor actriz nueva                                 | Becoming a Billionaire           | Ganadora  |
| 2011 | 47th Baeksang Arts Awards     | mejor actriz nueva de tv                           | Becoming a Billionaire           | Nom       |
| 2011 | KBS 감동대상                  | premio esperanza                                   | [NA]: {{{1}}}                    | Ganadora  |
| 2011 | KBS Drama Awards              | premio excelencia actriz de miniserie              | Poseidon                         | Nom       |
| 2013 | 22nd Buil Film Awards         | mejor actriz                                       | How to Use Guys with Secret Tips | Nom       |
| 2014 | KBS Drama Awards              | premio excelencia, actriz de drama                 | Golden Cross                     | Nom       |
| 2016 | 1st Asia Artist Awards        | premio mejor elección                              |                                  | Ganadora  |
| 2019 | KBS Drama Award               | Best Couple Award (junto a Choi Dae-chul)          | Liver or Die                     | Nominados |
| 2019 | KBS Drama Award               | Excellence Award for Mid-Length Drama (Female)     | Liver or Die                     | Ganó      |

## Premios como deportista
| Año  | Premio                                                        | Categoría                        | Resultado   |
| ---- | ------------------------------------------------------------- | -------------------------------- | ----------- |
| 2010 | 7 Competencia Anual de Boxeo aficionado Femenino              | [NA]: {{{1}}}                    | Ganadora    |
| 2010 | 10 KBI Campeonato Nacional de Atletismo, estilo de vida Boxeo | 50 kg femenino                   | Ganadora    |
| 2011 | 47 Combate de Boxeo aficionado Seúl                           | 48 kg femenino                   | Ganadora    |
| 2011 | 7 Campeonato Nacional de Boxeo Aficionado                     | El árbitro suspendió el Concurso | Ganadora    |
| 2012 | 42 Seúl Boxeo Prematch de Boxeo aficionado                    | 48 kg femenino                   | Ganadora    |
| 2012 | 33 Concurso de Boxeo Aficionado Copa Presidente               | 48 kg femenino                   | Ganadora    |
| 2012 | Campeonato Nacional de Boxeo Aficionado                       | menos de 48 kg femenino          | ronda final |
| 2013 | 24 Campeonato Nacional de Boxeo Aficionado                    | 48 kg femeniino                  | Ganadora    |